# Burg Merlau
Die Burg Merlau, nach Neubau später Schloss Merlau genannt, ist eine abgegangene Burg im Bereich Schlossgasse 11 des Ortsteils Merlau von Mücke im Vogelsbergkreis in Hessen.

## Geografische Lage
Die nicht genau lokalisierbare Burg stand vermutlich an der Stelle eines späteren Schlossbaues, der im 19. Jahrhundert abgebrochen wurde.
Es ist auch möglich, dass es sich um eine Turmburg auf dem etwa 271 m ü. NHN hohen Kirchhügel handelte. Die Burg wurde erstmals 1279 erwähnt und 1489 nochmals in alten Unterlagen. Der Straßenname „Burgstraße“ könnte an diesen vermuteten Standort erinnern. Hier besteht aber auch die Möglichkeit, dass sich der Straßenname auf die „Alte Burg“ bezieht – einen größeren wahrscheinlich befestigten Gutshof, der auch den Herren von Merlau gehörte.

## Geschichte

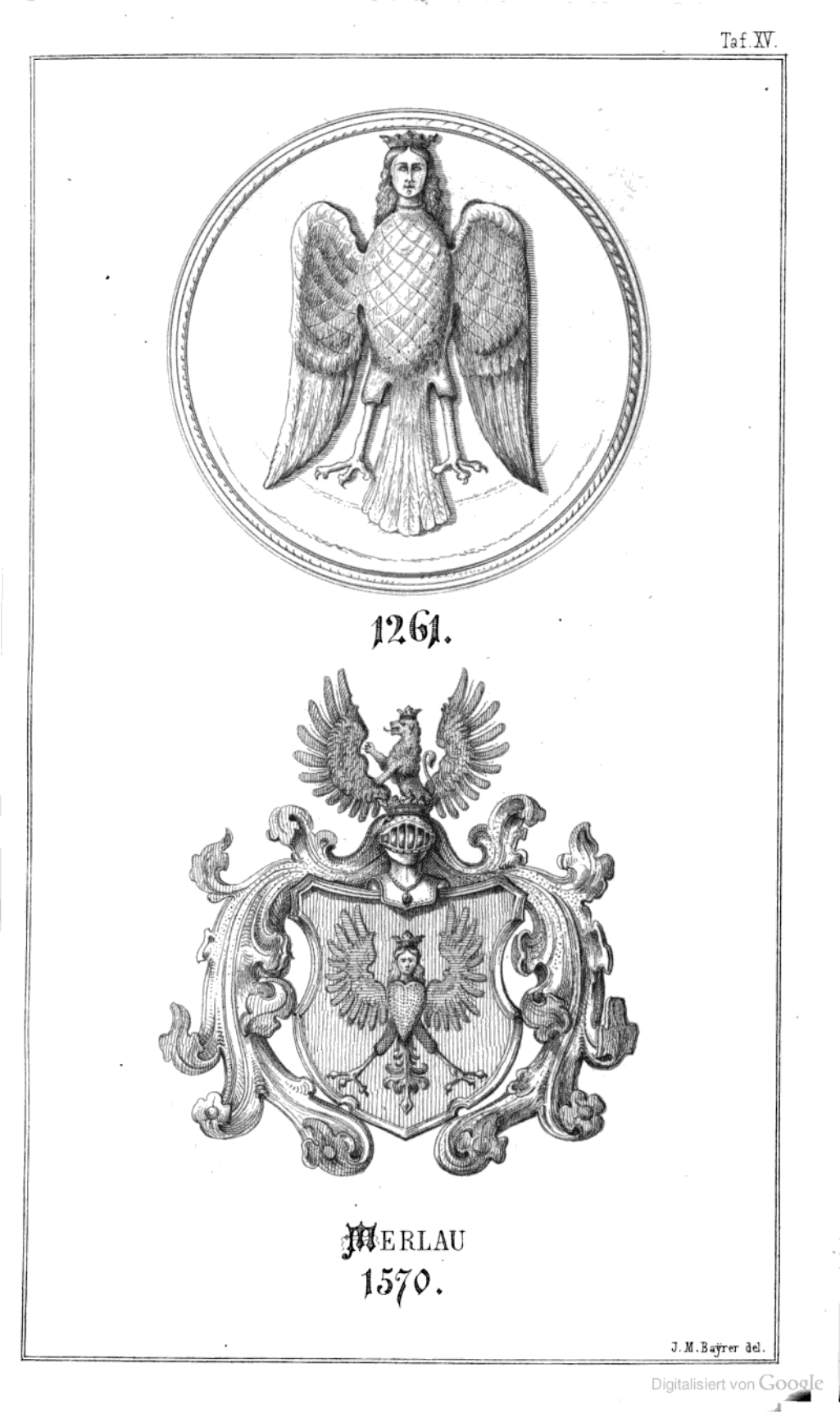
Wappenbilder derer von Merlau

Die Burg Merlau wurde von den Herren von Merlau, die mindestens seit 1199 urkundlich sind, erbaut und 1279 erwähnt. Am  25. Mai 1302 fand auf der Burg Rauschenberg eine Verpfändung der Burg an Gottfried VI. von Ziegenhain durch Otto I. von Hessen, einen Sohn des Landgrafen Heinrich I. von Hessen, statt. 1337 wird Burg Merlau mit den Gerichten Bobenhausen und Felda von Landgraf Heinrich II. an die Brüder Johann und Heinrich von Eisenbach verpfändet, die einen Teil zum Ausbau des Schlosses Merlau verwenden sollten. Nach 1343 (Rückgabe des Lehens an die Landgrafschaft) kam die Burg in größeren Teilen an die Landgrafschaft Hessen, seitdem auch Schloss Merlau genannt. 1490 finden sich mehrere Urkunden des hessischen Landgrafen Wilhelm, in denen Brüder der von Merlau eine Kemenate, zwei Burgsitze innerhalb des Schlosses Merlau und zwei Hofstätten, sowie weiteren Lehen, Zehnten und Zubehör zugesprochen bekommen. Erst 1576 wurde Landgraf Ludwig IV., einziger Landgraf von Hessen-Marburg, Alleineigentümer von Burg und Ort. Ob die Burg als Grundlage für den späteren Schlossbau diente, ist, wegen ihrer urkundlich nicht genau belegbaren Lage, unklar.

## Schloss Merlau

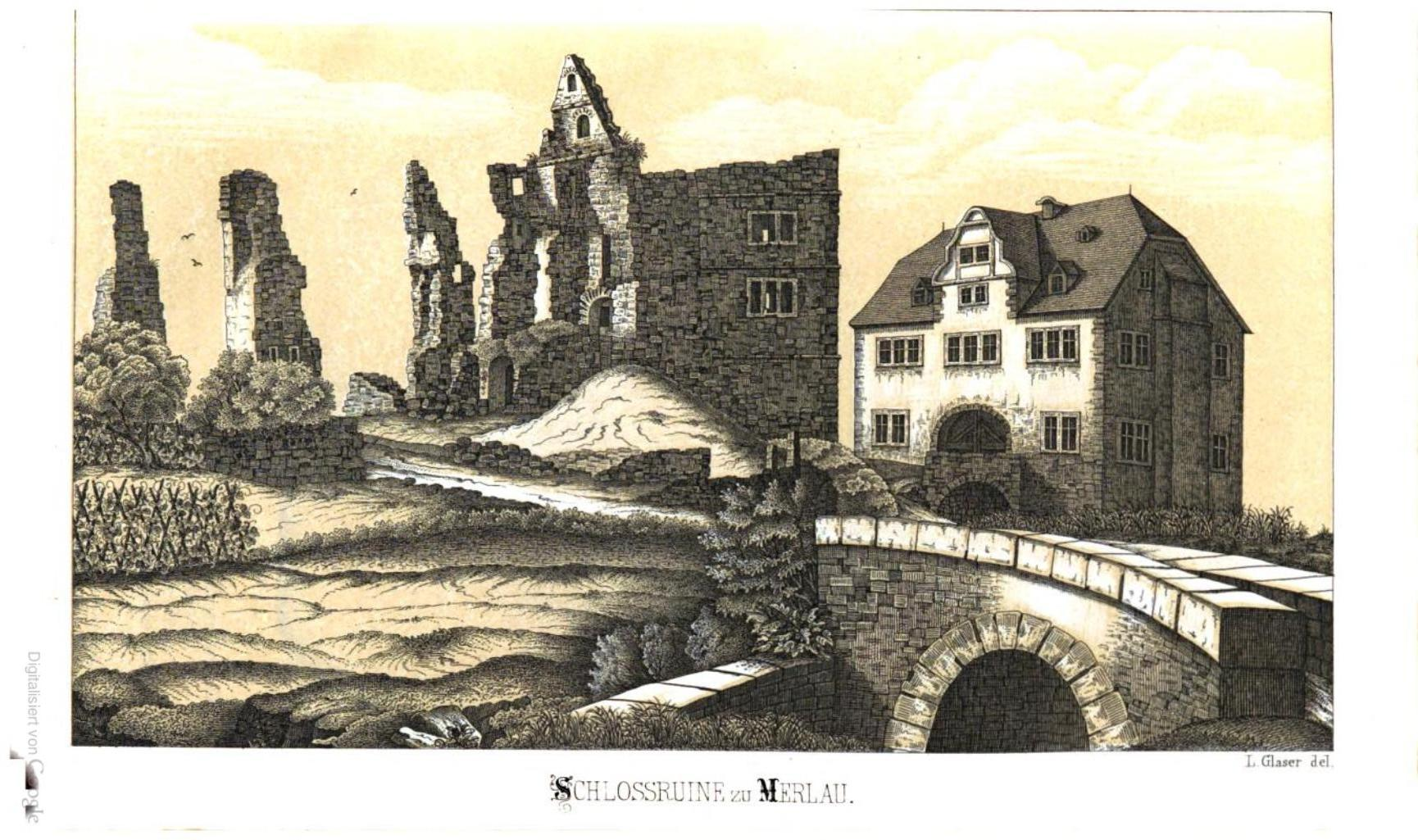
Schlossruine Merlau, Abbildung von um 1853

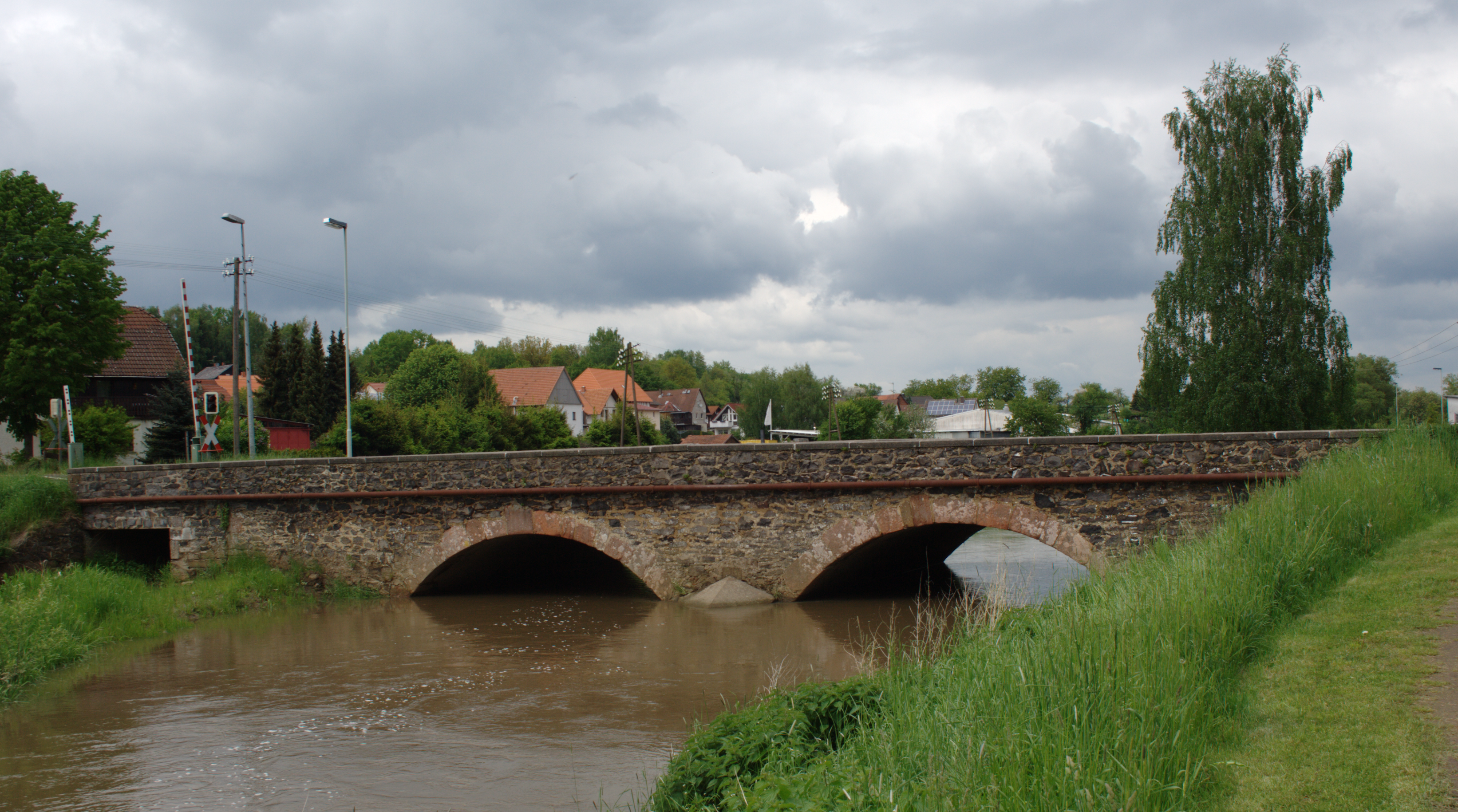
Die mittelalterliche Brücke über den Seenbach in Merlau, 1599 nach dem Schlossbau westlich als Übergang errichtet

Der Bau des Merlauer Schlosses wird in die Zeit von 1583 bis 1591 datiert, beauftragt von Landgraf Ludwig IV. und ausgeführt von seinem Baumeister Ebert Baldewein. Es war ein Wasserschloss, bei dem der Burggraben nach Bedarf durch aufgestaute Teiche ringsherum unter Wasser gesetzt werden konnte.
In den rund 250 Jahre seiner Existenz wurde der ansehnliche Gebäudekomplex mehrfach in Mitleidenschaft gezogen, da das Schloss in allen Kriegen seit 1618 als Quartier der durchziehenden Truppen diente und Ort und Bevölkerung mehrfach Erstürmung, Brandschatzung und Plünderung ausgesetzt war.
In der Topographia Germaniae von Matthäus Merian von 1646/1655 wird Merlau wie folgt beschrieben:

„Nicht fern von dieser Statt ligt gedachtes Schloß Mörla / oder Merla / in einem Thal vnnd Wiesengrund / welches LandGraff Ludwig ältere auff das zierlichste erbawet hat: Vnnd sind in dieser Gegend viel schöne Wälde / vnd bequeme Jagten.“

Es ist die Sage überliefert, dass das Schloss „so viele Fenster als Tage im Jahr“ gehabt haben soll.
Das Schloss war eine unregelmäßige Mehrflügelanlage, wohl dreigeschossig mit Renaissancegiebeln und zwei Etagen im Dachbereich, um einen geschlossenen Innenhof. Im Hof befand sich ein hoher Turm, westlich ein weiterer schlanker überhöhter Turm, wohl ein Treppenturm. Zur westlichen Bachseite hin befand sich eine Art Kemenate oder Festes Haus und das Ganze war mit einer Mauer umgeben.

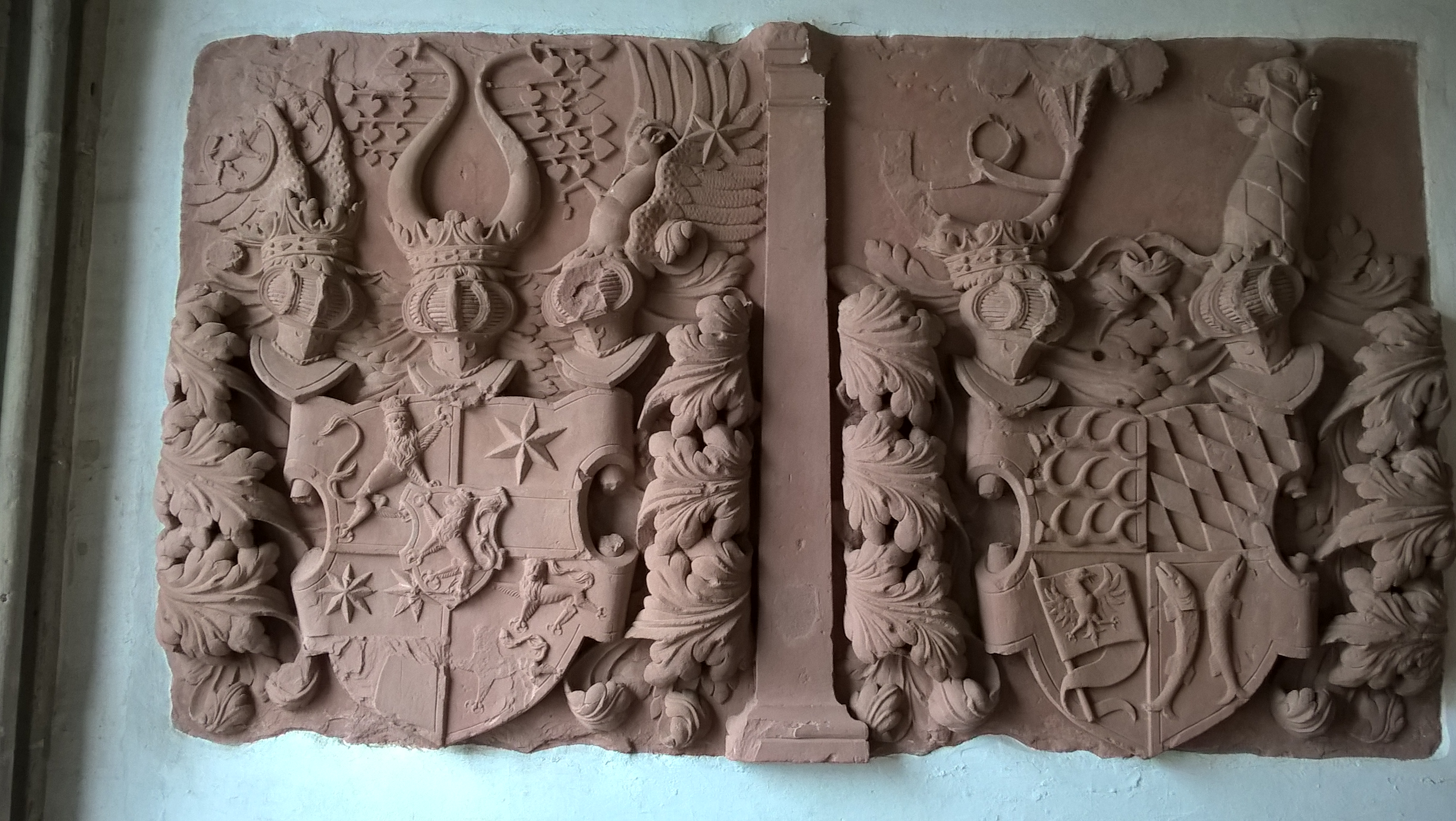
Erhaltenes Doppelwappen in der Merlauer Kirche

In den Revolutionskriegen nach 1790 sahen die geplagten Einwohner von Merlau das Schloss als Grund der vergangenen mehrfach Überfälle an, sie deckten das Dach ab und leiteten so den Verfall ein. In den darauf folgenden Jahrzehnten diente es als „Steinbruch“ für den Hausbau. Der endgültige Abbruch geschah Mitte des 19. Jahrhunderts auf Befehl Ludwigs X. Die restlichen Steine kamen zwischen 1853 und 1857 beim Neubau der Merlauer Kirche zur Verwendung. Ein aufwendiges Doppelwappen des ehemaligen Schlosses (Hessen und Württemberg – wohl für die Erbauer des Schlosses, den Ludwig IV und seine erste Gemahlin, Herzogin Hedwig von Württemberg) befindet sich in der Kirchenvorhalle.
Der Wassergraben des Schlosses wurde zugeschüttet und das gesamte Terrain mit Erde aufgefüllt.
An der Stelle des ehemaligen Schlossbaues fanden sich Grundmauern, vermutlich einer Kemenate. Im daneben liegenden Teich befinden sich Reste des früheren Wassergrabens.

## Vorwerkshof und Herrnmühle
Der Vorwerkshof (Mühle, Stall und Scheune) war das landwirtschaftliche Anwesen, welches die Bewohner des Schlosses mit Nahrung versorgte und lag nordöstlich des Schlosses im Bereich nördlich der heutigen Schloßgasse. Auch heute noch heißen die Straßen um die Herrnmühle Vorwerkshof und Burgwaldstraße. Die Scheune („Scheuer“) des Vorwerks brannte in den 1920ern ab und wurde wieder aufgebaut. Der Stall des Vorwerks ist noch größtenteils unverändert.
Die Herrnmühle, auch „Herrschaftliche Mühle“ genannt, war Teil des Schlosses und steht noch heute. In den Jahrhunderten ihrer Existenz wurde die Herrnmühle oft vergrößert und technisch umgebaut. Ab 1807 auch als Sägewerk und Weberei genutzt, war sie ab 1920 als Stromlieferant für ganz Merlau in Betrieb. Heute befinden sich in der Herrnmühle Ferienwohnungen. Die Herrnmühle ist in verschiedenen Sagen und Märchen mit dem Schloss verbunden, so hatte zum Beispiel eine Weiße Frau immer ihren Gang von der Herrnmühle zum Schloss.